# Blanche Somerset
Blanche Somerset, baronessa di Wardour (1583 – Winchester, 28 ottobre 1649), è stata una nobile inglese.

## Biografia
Era la figlia di Edward Somerset, IV conte di Worcester, e di sua moglie Lady Elizabeth Hastings.

### Matrimonio
L'11 maggio 1607 sposò Thomas Arundell, II barone Arundell di Wardour, figlio di Thomas Arundell,I barone Arundell di Wardour e Lady Mary Wriothesley. Ebbero tre figli:
- Henry Arundell, III barone Arundell di Wardour (1607-1694);
- Anne Arundell, sposò Roger Vaughan;
- Katherine Arundell (1614 - ?), sposò Frances Cornwallis, figlio di Sir Charles Cornwallis.

Il 2 maggio 1643, durante l'assenza del marito, difese coraggiosamente Wardour Castle per nove giorni, dove viveva con i suoi figli e pochi servitori. Combatté contro 1.300 uomini delle forze parlamentari e di artiglieria comandati da due ufficiali del Parlamento, Sir Edward Hungerford e il colonnello Edmund Ludlow. Si arrese a condizioni onorevoli. Tuttavia, i termini non furono rispettati: il castello venne saccheggiato, e lei fu fatta prigioniera a Dorchester. Al ritorno del marito le forze del parlamento se ne andarono.

### Morte
Morì a Winchester, nello Hampshire e fu sepolta a Tisbury, nel Wiltshire.

## Ascendenza
|                                          |                                        |                                     | Genitori                              |  |  | Nonni |  |  | Bisnonni                              |  |  | Trisnonni                              |  |
|                                          |                                        |                                     |                                       |  |  |       |  |  | Henry Somerset, II conte di Worcester |  |  | Charles Somerset, I conte di Worcester |  |
|                                          |                                        |                                     |                                       |  |  |       |  |  | Henry Somerset, II conte di Worcester |  |  | Charles Somerset, I conte di Worcester |  |
|                                          |                                        | Elizabeth Herbert                   |                                       |  |  |       |  |  | Henry Somerset, II conte di Worcester |  |  |                                        |  |
| William Somerset, III conte di Worcester |                                        |                                     |                                       |  |  |       |  |  | Henry Somerset, II conte di Worcester |  |  |                                        |  |
|                                          |                                        | Elizabeth Browne                    | Anthony Browne                        |  |  |       |  |  |                                       |  |  |                                        |  |
|                                          |                                        | Elizabeth Browne                    | Anthony Browne                        |  |  |       |  |  |                                       |  |  |                                        |  |
|                                          |                                        | Elizabeth Browne                    | Lucy Neville                          |  |  |       |  |  |                                       |  |  |                                        |  |
| Edward Somerset, IV conte di Worcester   |                                        | Elizabeth Browne                    |                                       |  |  |       |  |  |                                       |  |  |                                        |  |
|                                          |                                        | Edward North, I barone North        | Roger North                           |  |  |       |  |  |                                       |  |  |                                        |  |
|                                          |                                        | Edward North, I barone North        | Roger North                           |  |  |       |  |  |                                       |  |  |                                        |  |
|                                          |                                        | Edward North, I barone North        | Christian Warcup                      |  |  |       |  |  |                                       |  |  |                                        |  |
| Christian North                          |                                        | Edward North, I barone North        |                                       |  |  |       |  |  |                                       |  |  |                                        |  |
|                                          |                                        | Alice Squire                        | Oliver Squire                         |  |  |       |  |  |                                       |  |  |                                        |  |
|                                          |                                        | Alice Squire                        | Oliver Squire                         |  |  |       |  |  |                                       |  |  |                                        |  |
|                                          |                                        | Alice Squire                        | Margaret Myrffun                      |  |  |       |  |  |                                       |  |  |                                        |  |
| Blanche Somerset                         |                                        | Alice Squire                        |                                       |  |  |       |  |  |                                       |  |  |                                        |  |
|                                          | George Hastings, I conte di Huntingdon | Edward Hastings, II barone Hastings |                                       |  |  |       |  |  |                                       |  |  |                                        |  |
|                                          | George Hastings, I conte di Huntingdon | Edward Hastings, II barone Hastings |                                       |  |  |       |  |  |                                       |  |  |                                        |  |
|                                          | George Hastings, I conte di Huntingdon | Mary Hungerford                     |                                       |  |  |       |  |  |                                       |  |  |                                        |  |
| Francis Hastings, II conte di Huntingdon | George Hastings, I conte di Huntingdon |                                     |                                       |  |  |       |  |  |                                       |  |  |                                        |  |
|                                          |                                        | Anne Stafford                       | Henry Stafford, II duca di Buckingham |  |  |       |  |  |                                       |  |  |                                        |  |
|                                          |                                        | Anne Stafford                       | Henry Stafford, II duca di Buckingham |  |  |       |  |  |                                       |  |  |                                        |  |
|                                          |                                        | Anne Stafford                       | Catherine Woodville                   |  |  |       |  |  |                                       |  |  |                                        |  |
| Elizabeth Hastings                       |                                        | Anne Stafford                       |                                       |  |  |       |  |  |                                       |  |  |                                        |  |
|                                          |                                        | Henry Pole, I barone Montagu        | Richard Pole                          |  |  |       |  |  |                                       |  |  |                                        |  |
|                                          |                                        | Henry Pole, I barone Montagu        | Richard Pole                          |  |  |       |  |  |                                       |  |  |                                        |  |
|                                          |                                        | Henry Pole, I barone Montagu        | Margaret, contessa di Salisbury       |  |  |       |  |  |                                       |  |  |                                        |  |
| Catherine Pole                           |                                        | Henry Pole, I barone Montagu        |                                       |  |  |       |  |  |                                       |  |  |                                        |  |
|                                          |                                        | Jane Neville                        | George Neville, V barone Bergavenny   |  |  |       |  |  |                                       |  |  |                                        |  |
|                                          |                                        | Jane Neville                        | George Neville, V barone Bergavenny   |  |  |       |  |  |                                       |  |  |                                        |  |
|                                          |                                        | Jane Neville                        | Joan FitzAlan                         |  |  |       |  |  |                                       |  |  |                                        |  |
|                                          |                                        | Jane Neville                        |                                       |  |  |       |  |  |                                       |  |  |                                        |  |